# Leesville, Louisiana
Leesville är administrativ huvudort i Vernon Parish i Louisiana. Orten har fått sitt namn efter militären Robert E. Lee. Vid 2010 års folkräkning hade Leesville 6 612 invånare.

## Kända personer från Leesville
- Mike Masters, fotbollsspelare